# Echte galwespen
De echte galwespen (Cynipidae) zijn een familie uit de orde van de vliesvleugeligen (Hymenoptera). Bij de familie zijn twee (2) onderfamilies en minimaal negen (9) geslachten en 23 soorten ingedeeld.

## Taxonomie
De volgende onderfamilies, geslachten en soorten zijn bij de familie ingedeeld:
- Onderfamilie Cynipinae
  - Geslacht Amphibolips Reinhard
  - Geslacht Andricus Hartig
  - Geslacht Callirhytis Förster
  - Geslacht Ceroptres Hartig
  - Geslacht Diplolepis Fourcroy
  - Geslacht Disholcaspis Dalla, Torre & Kieffer
  - Geslacht Loxaulus Mayr
  - Geslacht Neuroterus Hartig
  - Geslacht Synergus Hartig
- Onderfamilie Hodiernocynipinae  † Kovalev, 1994
  - Geslacht Hodiernocynips  † Kovalev, 1994
    - Hodiernocynips primigenius  † Kovalev, 1994
    - Hodiernocynips planus  † (Statz, 1938)
    - Hodiernocynips rotundatus  † (Statz, 1938)
    - Hodiernocynips spiniger  † (Statz, 1938)
    - Hodiernocynips progenitrix  † (Kinsey, 1919)
    - Hodiernocynips ampliforma  † (Kinsey, 1919)

## In Nederland waargenomen soorten
- Genus: Andricus
  - Andricus aries – Ramshoorngalwesp
  - Andricus callidoma – Gesteelde knopgalwesp
  - Andricus clementinae – Wratvoetgalwesp
  - Andricus conglomeratus
  - Andricus corruptrix – Eikentopgalwesp
  - Andricus curvator – Gordelgalwesp
  - Andricus cydoniae – Moseikkweegalwesp
  - Andricus fecundatrix – Ananasgalwesp
  - Andricus gemmeus – Stompe schorsknopgalwesp
  - Andricus glandulae – Klokgalwesp
  - Andricus grossulariae – Egelgalwesp
  - Andricus hungaricus
  - Andricus inflator – Knotsgalwesp
  - Andricus kollari – Knikkergalwesp
  - Andricus legitimus – Zaadgalwesp
  - Andricus lignicolus – Colanootgalwesp
  - Andricus malpighii – Ongesteelde knopgalwesp
  - Andricus paradoxus – Witgevlekte knopgalwesp
  - Andricus quadrilineatus – Gerimpelde meeldraadgalwesp
  - Andricus quercuscalicis – Knoppergalwesp
  - Andricus quercuscorticis – Eikenwondgalwesp
  - Andricus quercusradicis – Truffelgalwesp
  - Andricus quercusramuli – Wattengalwesp
  - Andricus rhyzomae – Stompe kegelgalwesp
  - Andricus seminationis – Meeldraadspoelgalwesp
  - Andricus sieboldi – Siebolds knopgalwesp
  - Andricus singularis – Mosknopgalwesp
  - Andricus solitarius – Kruikgalwesp
  - Andricus testaceipes – Spitse kegelgalwesp
- Genus: Aphelonyx
  - Aphelonyx cerricola
- Genus: Aulacidea
  - Aulacidea hieracii – Havikskruidgalwesp
  - Aulacidea pilosellae – Muizenoortjesbladgalwesp
  - Aulacidea subterminalis – Muizenoortjesknolgalwesp
  - Aulacidea tragopogonis – Morgenstergalwesp
- Genus: Aylax
  - Aylax minor – Klaproosgalwesp
  - Aylax papaveris – Blauwmaanzaadgalwesp
- Genus: Biorhiza
  - Biorhiza pallida – Aardappelgalwesp
- Genus: Callirhytis
  - Callirhytis bella – Verborgen knopgalwesp
  - Callirhytis erythrocephala – Moseikelgalwesp
- Genus: Chilaspis
  - Chilaspis nitida
- Genus: Cynips
  - Cynips agama – Dwarse Erwtgalwesp
  - Cynips disticha – Navelgalwesp
  - Cynips divisa – Rode erwtengalwesp
  - Cynips longiventris – Eikenstuitergalwesp
  - Cynips quercusfolii – Galappelwesp
- Genus: Diastrophus
  - Diastrophus mayri – Zilverschoonspoelgalwesp
  - Diastrophus rubi – Bramentakgalwesp
- Genus: Diplolepis
  - Diplolepis eglanteriae – Gladde rozenerwtgalwesp
  - Diplolepis mayri – Rozenknolgalwesp
  - Diplolepis nervosa – Gestekelde rozengalwesp
  - Diplolepis rosae – Rozenmosgalwesp
  - Diplolepis spinosissimae – Rozenbladgalwesp
- Genus: Dryocosmus
  - Dryocosmus kuriphilus – Tamme-kastanjegalwesp
- Genus: Isocolus
  - Isocolus jaceae – Knoopkruidgalwesp
- Genus: Liposthenes
  - Liposthenes glechomae – Hondsdrafsnoepje
- Genus: Neuroterus
  - Neuroterus albipes – Plaatjesgalwesp
  - Neuroterus anthracinus – Oestergalwesp
  - Neuroterus numismalis – Satijnen knoopjesgalwesp
  - Neuroterus politus – Dwergmeeldraadgalwesp
  - Neuroterus quercusbaccarum – Lensgalwesp
  - Neuroterus saliens – Zeeanemoongalwesp
  - Neuroterus tricolor – Behaarde besgalwesp
- Genus: Pediaspis
  - Pediaspis aceris – Esdoorngalwesp
- Genus: Phanacis
  - Phanacis hypochoeridis – Biggenkruidgalwesp
  - Phanacis taraxaci – Paardenbloemgalwesp
- Genus: Synergus
  - Synergus apicalis
  - Synergus clandestinus
  - Synergus crassicornis
  - Synergus gallaepomiformis
  - Synergus incrassatus
  - Synergus pallicornis
  - Synergus pallidipennis
  - Synergus pallipes
  - Synergus radiatus
  - Synergus reinhardi
  - Synergus thaumacerus
  - Synergus tibialis
  - Synergus umbraculus
- Genus: Timaspis
  - Timaspis lampsanae – Akkerkoolgalwesp
- Genus: Trigonaspis
  - Trigonaspis megaptera – Niergalwesp
  - Trigonaspis synaspis – Kersgalwesp
- Genus: Xestophanes
  - Xestophanes brevitarsis – Zilverschoonkortvoetgalwesp
  - Xestophanes potentillae – Zilverschoonbolletjesgalwesp